# Nicolaas Meerburgh
Nicolaas Meerburgh  fue un botánico neerlandés. Su formación profesional fue dirigida probablemente por el famoso Maestro Jardinero, Adriaan Steckhoven (+ 1782), pero poco se sabe de sus actividades antes de convertirse en Hortolanus del Jardín botánico de su ciudad natal. Fue un destacado artista botánico.
El jardín se afilió a la Universidad de Leiden, y, en 1775, fue nombrado "contralor" de la Universidad. Ese mismo año, publicó la primera parte de su obra principal: Afbeeldingen gewassen van zeldzame (Retratos de Plantas Raras), que fue seguido por cuatro volúmenes adicionales, y se terminó en 1780. Los volúmenes contienen cincuenta grabados coloreados a mano de las plantas de los jardines; y las ilustraciones fueron dibujadas y grabadas él mismo. Sus otras publicaciones: Plantae rariores vivis coloribus depictae, de 1789, una versión latina de la Afbeeldingen con cincuenta y cinco placas y cuatro páginas de texto adicionales y Selectarum Plantae picta icones, de 1798.
Sin duda fue bien conocido y figura importante en los Países Bajos en los círculos de la jardinería en el siglo XVIII. Conoció y trató al botánico alemán Jakob Friedrich Ehrhart, discípulo de Linneo, y al director del jardín botánico de Hanóver, quien en una excursión de Europa, hizo una parada en Leiden con el fin de ver sus jardines. Y escribió en su revista, y quedó muy impresionado por el trabajo y por los conocimientos botánicos de su anfitrión. Y elogió a su esposa por su aprendizaje botánico. Meerburgh hizo muchas contribuciones al jardín de Leiden, y fue su director hasta su muerte en 1814.

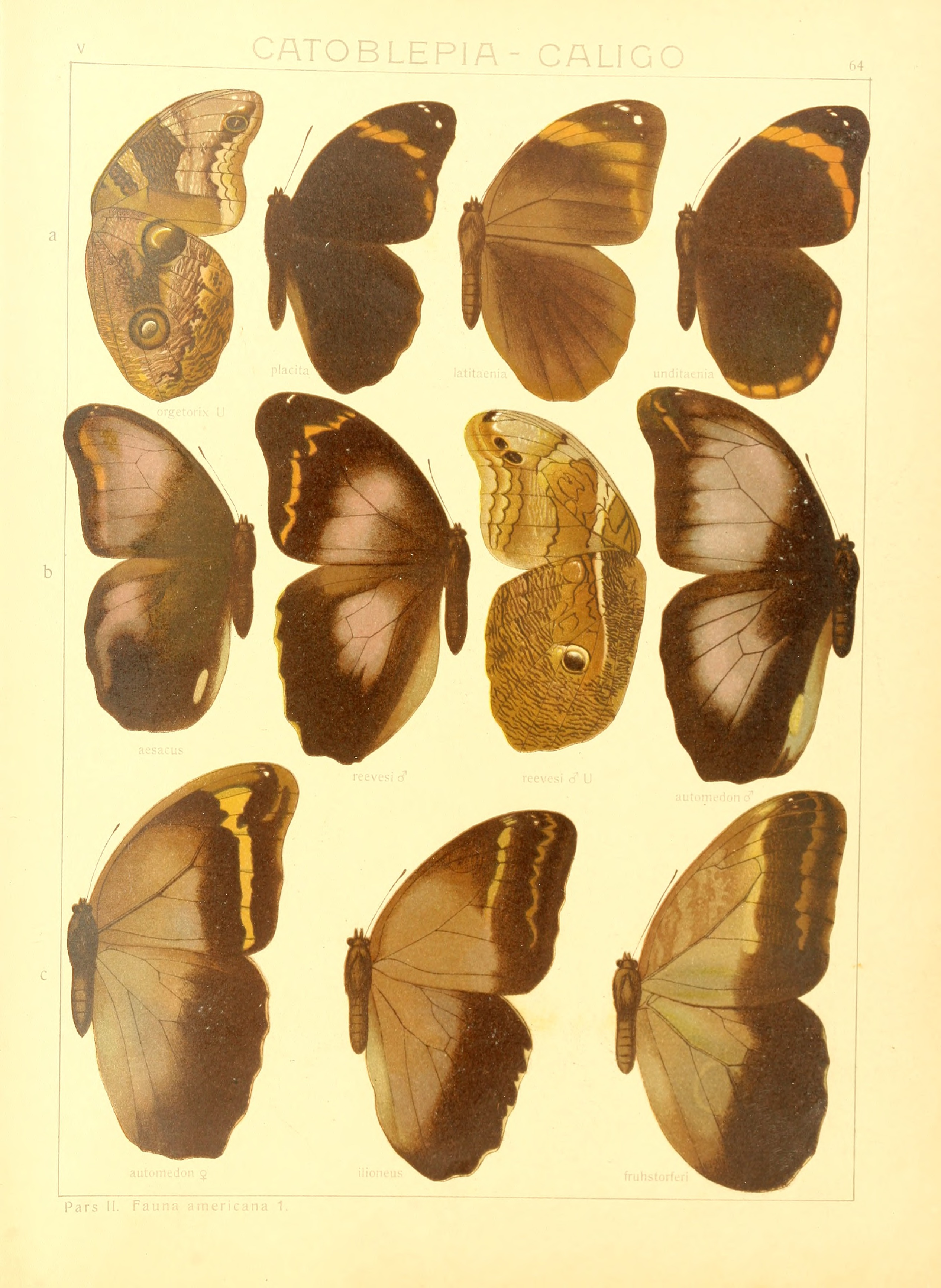
Macrolepidoptera
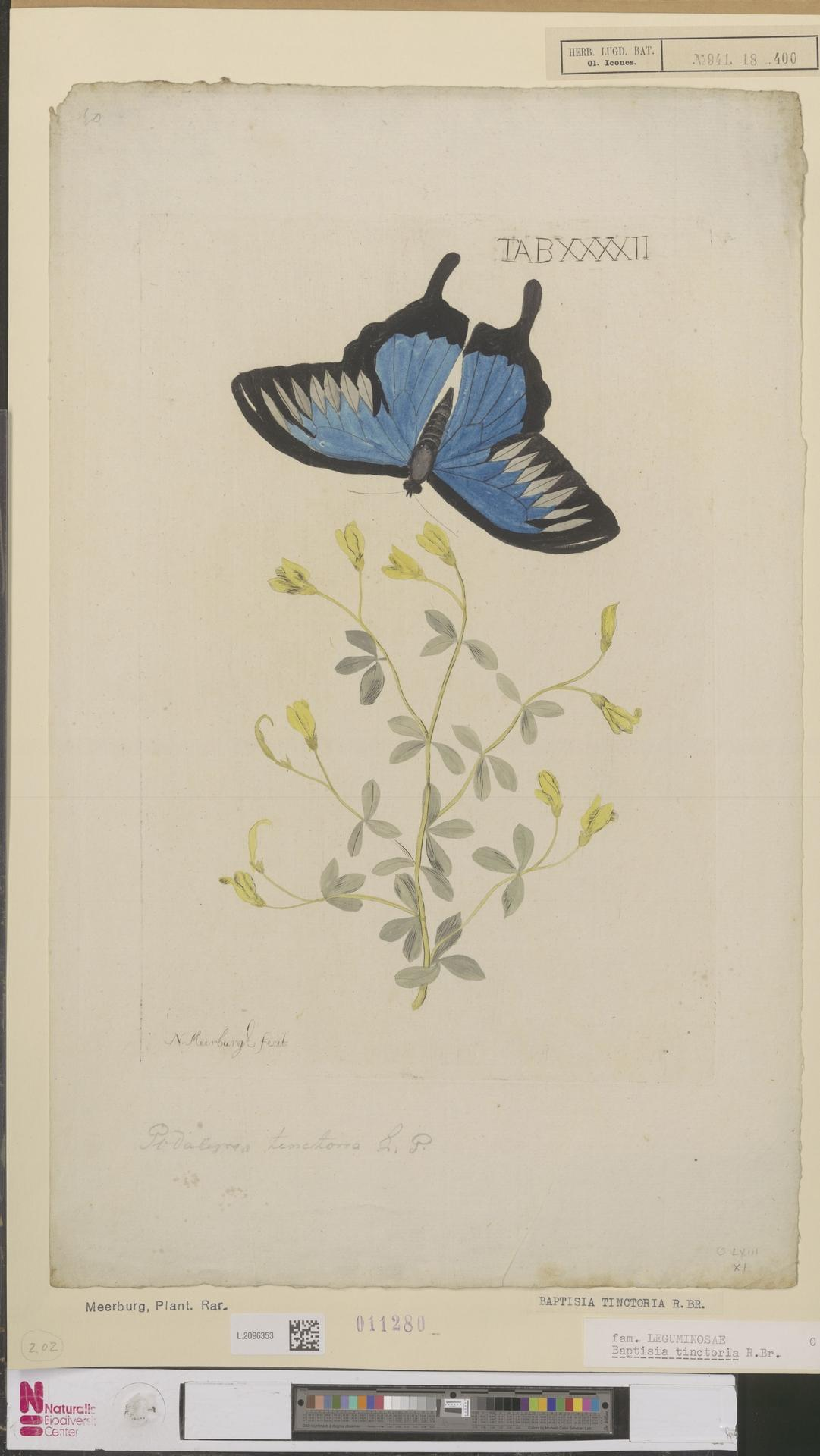
Baptisia tinctoria Robert Brown con mariposa
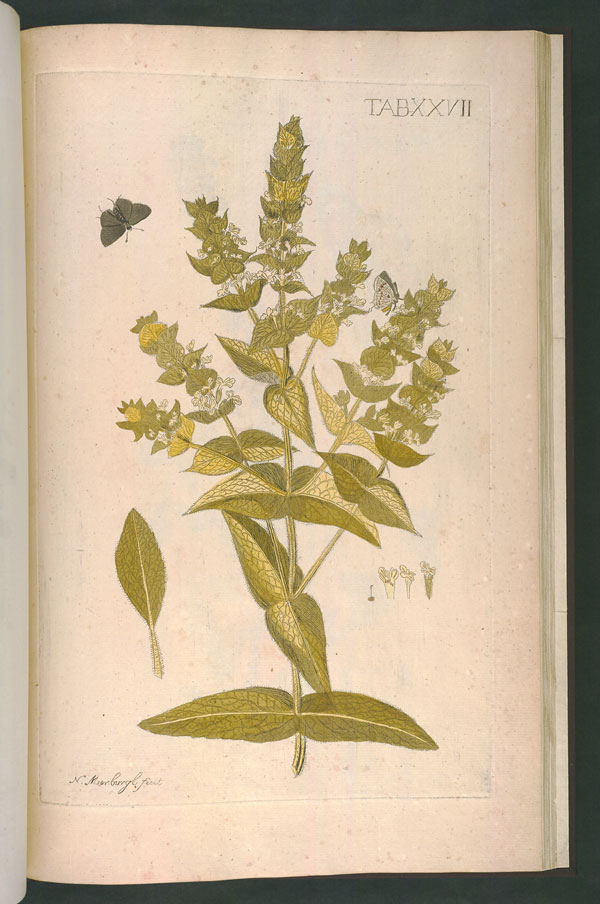
Sideritis perfoliata con mariposa Papilio echion
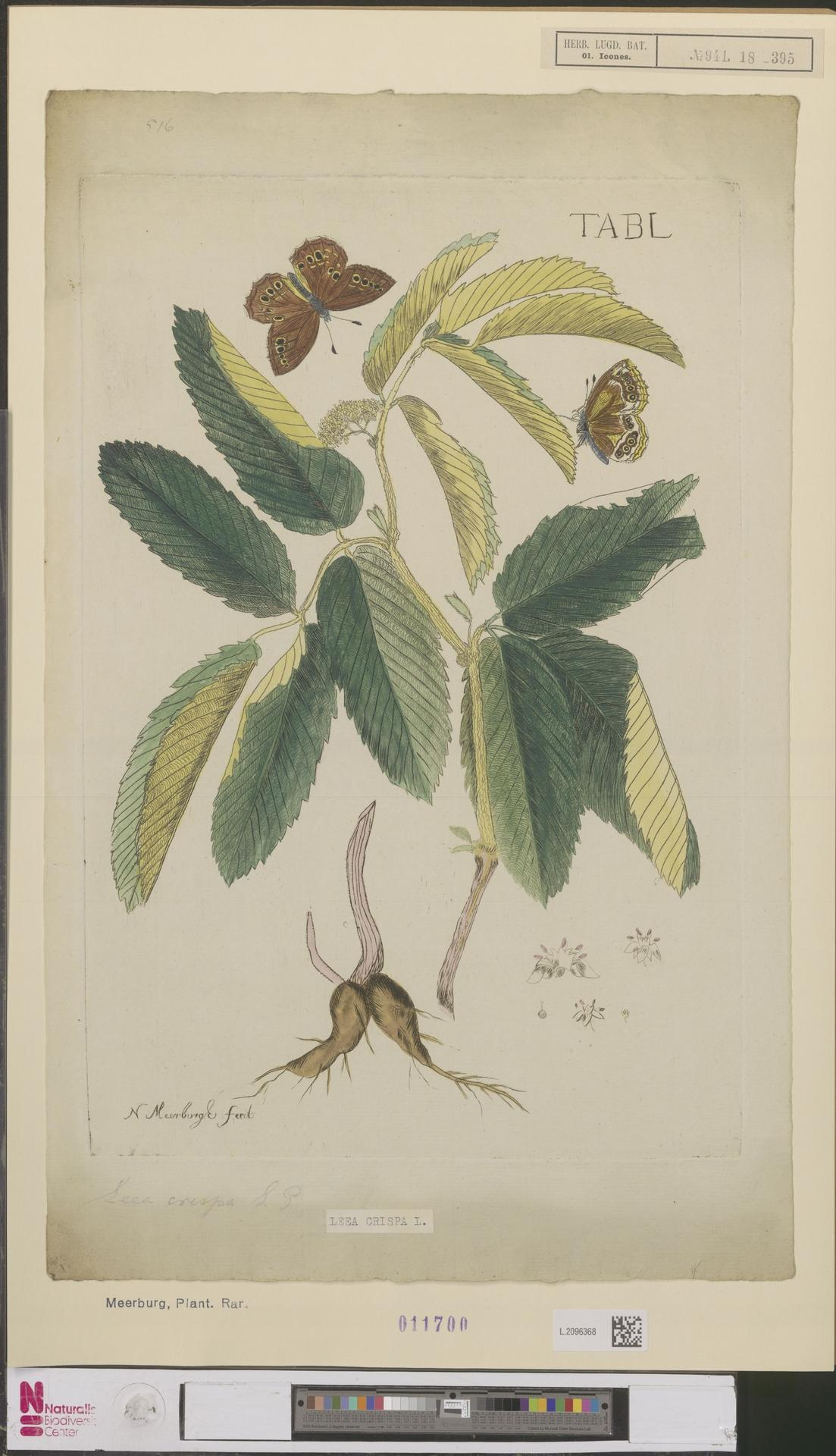
Leea crispa Linnaeus
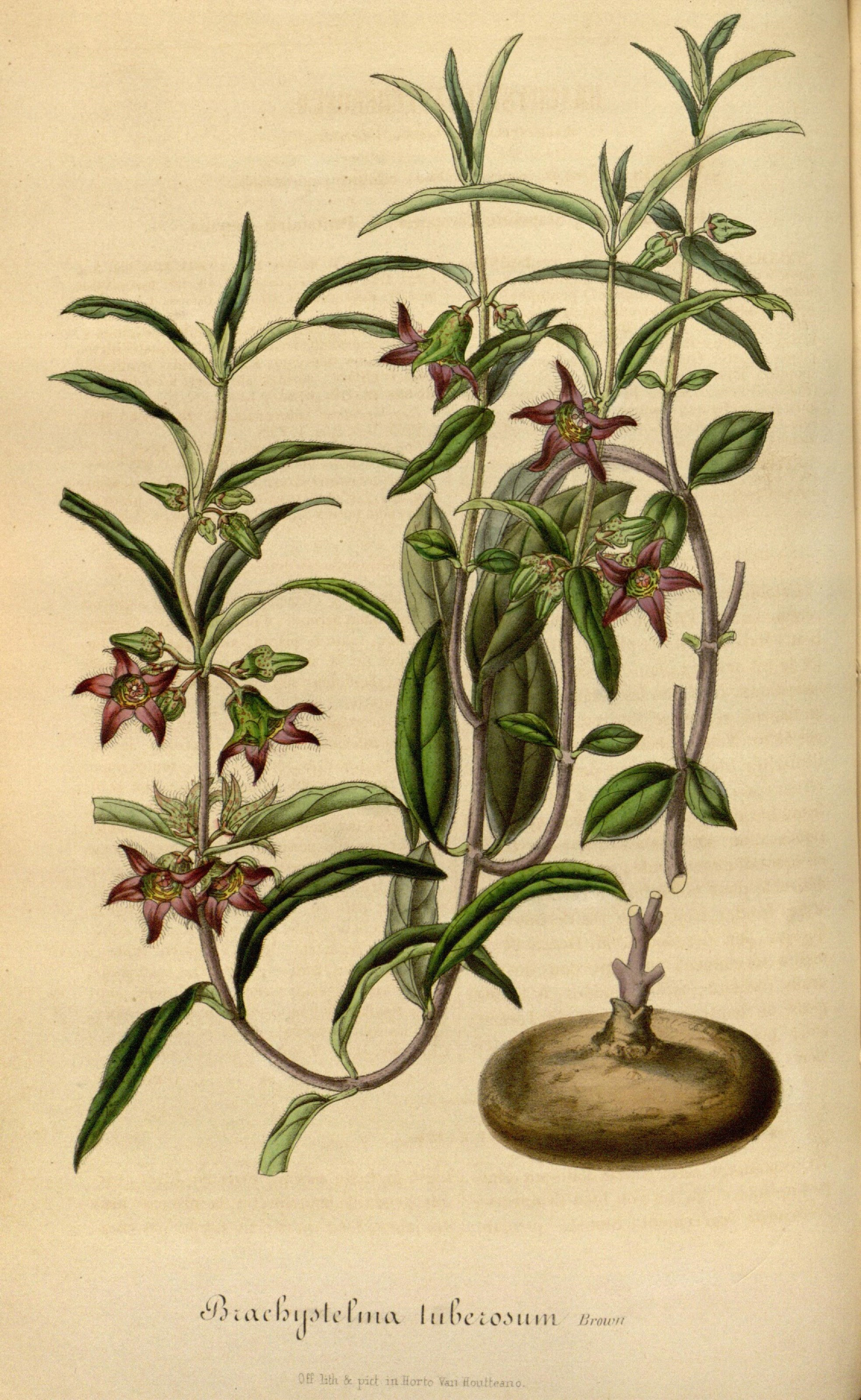
Flore des serres et des jardins de l'Europe

- La abreviatura «Meerb.» se emplea para indicar a Nicolaas Meerburgh como autoridad en la descripción y clasificación científica de los vegetales.[1]

## Publicaciones
- Meerburgh, N. (1775—1780). Afbeeldingen van zelzdame gewassen. 50 pl.
- Meerburgh, N. (1789). Plantae rariores vivis coloribus depictae. 55 pl.
- Meerburgh, N. (1798). Plantae selectarum icones depictae. 28 pl.